# مارشال كوينتون
مارشال كوينتون (بالإنجليزية: Marshall Quinton)‏ هو لاعب كرة قاعدة أمريكي، ولد في 1852 في فيلادلفيا في الولايات المتحدة، وتوفي في 19 يونيو 1904 في ترنتون في الولايات المتحدة.

## وصلات خارجية
- مارشال كوينتون على موقعبيزبول رفرنس.كوم (الدوري الرئيسي) (الإنجليزية)